# St. Johannes Baptist (Erggertshofen)

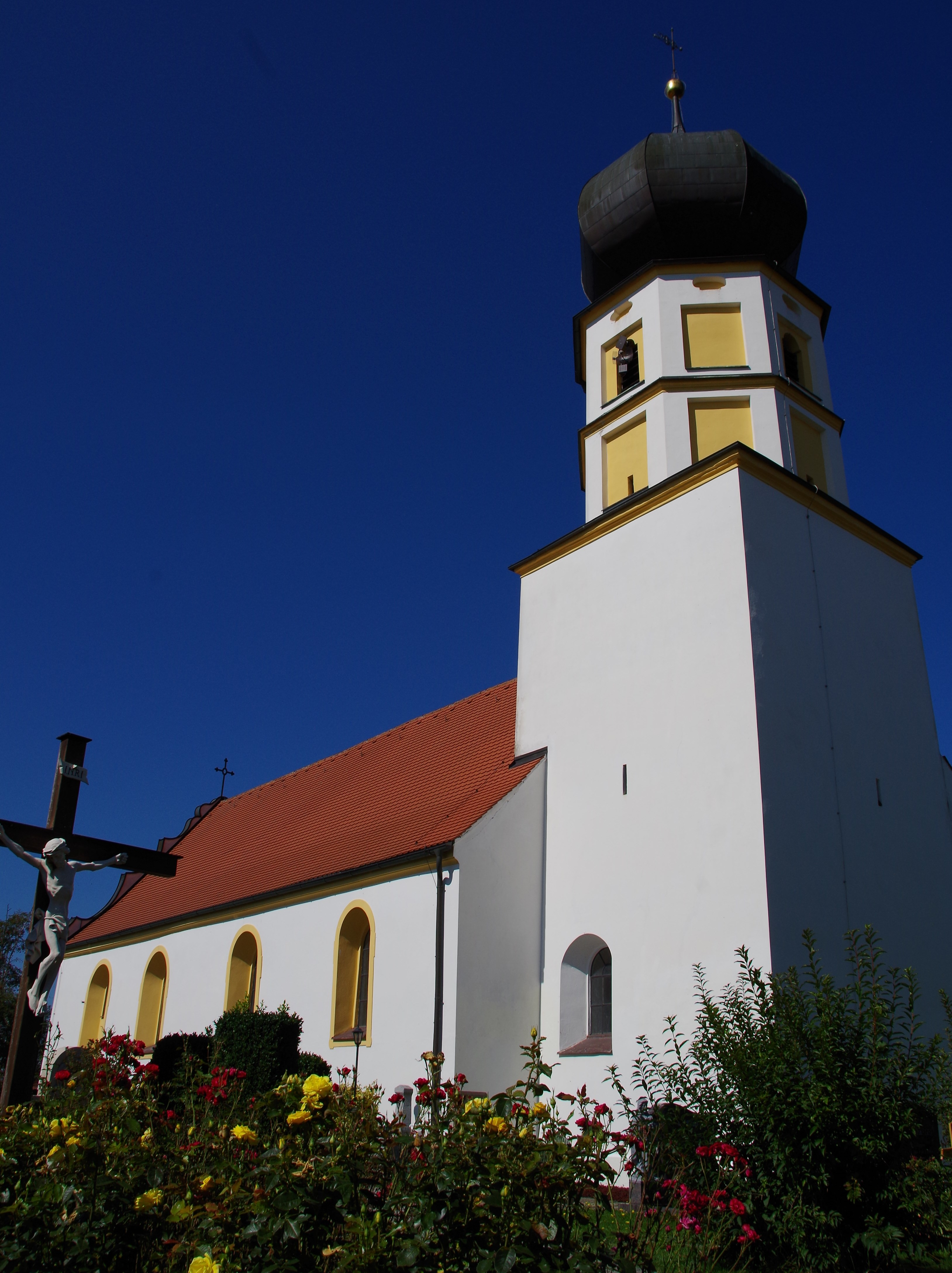
St. Johannes Baptist (Erggertshofen)

Die römisch-katholische, denkmalgeschützte Filialkirche St. Johannes Baptist steht außerhalb des Ortes im ummauerten Friedhof von Erggertshofen, einem Gemeindeteil des Marktes Breitenbrunn im Landkreis Neumarkt in der Oberpfalz. Die Kirche gehört zum Pfarrverband Breitenbrunn im Dekanat Neumarkt in der Oberpfalz des Bistums Eichstätt. Das Bauwerk ist unter der Denkmalnummer D-3-73-115-40 als Baudenkmal in die Bayerische Denkmalliste eingetragen.

## Beschreibung
Die Saalkirche wurde unter Verwendung des romanischen, quadratischen Chorturms im 17./18. Jahrhundert erbaut. Das Langhaus wurde 1903 nach Westen verlängert. Der Chorturm wurde mit zwei achteckigen Geschossen aufgestockt und mit einer Zwiebelhaube bedeckt. Der Innenraum des Langhauses ist mit einer Flachdecke überspannt, der des Chors, d. h. das Erdgeschoss des Chorturms, mit einem Kreuzgewölbe. Zur Kirchenausstattung gehört ein Hochaltar mit seitlichen Akanthusranken vom Anfang des 18. Jahrhunderts. Die Seitenaltäre sind mit Statuen bestückt, die links den heiligen Josef und rechts die heilige Anna selbdritt darstellen. Eine Prozessionsstange mit der Statuette des heiligen Sebastian stammt aus dem 15./16. Jahrhundert.